# Dryopomera khmerica
Dryopomera khmerica es una especie de coleóptero de la familia Oedemeridae.

## Distribución geográfica
Habita en Camboya.